# NGC 4970
NGC 4970 = IC 4196 ist eine linsenförmige Galaxie vom Hubble-Typ S0 im Sternbild der Wasserschlange und etwa 139 Millionen Lichtjahre von der Milchstraße entfernt. 
Sie wurde zweimal entdeckt; zuerst am 26. März 1789 von Wilhelm Herschel mit einem 18,7-Zoll-Spiegelteleskop, der sie dabei mit „vF, pL, iF“ beschrieb (Beobachtung geführt als NGC 4970); danach am 27. Februar 1898 von Lewis A. Swift (geführt als IC 4196).